# Kasessaari
Kasessaari är en halvö i Finland. Den ligger i sjön Rutajärvi och i kommunen Joutsa i den ekonomiska regionen  Joutsa ekonomiska region  och landskapet Mellersta Finland, i den södra delen av landet, 200 km norr om huvudstaden Helsingfors.